# Comuna Kinceakî, Halîci
Kinceakî (în ucraineană Кінчаки) este o comună în raionul Halîci, regiunea Ivano-Frankivsk, Ucraina, formată din satele Kinceakî (reședința), Kremîdiv, Ozerțe și Sadkî.

## Demografie
Componența lingvistică a comunei Kinceakî
     Ucraineană (99,76%)
     Alte limbi (0,24%)
Conform recensământului din 2001, majoritatea populației comunei Kinceakî era vorbitoare de ucraineană (99,76%), existând în minoritate și vorbitori de alte limbi.